# تیروچیراپالی
تیروچیراپالی
شهر تیروچیراپالی (به انگلیسی: Tiruchirappalli) با جمعیت ۸۱۳٫۴۲۶ نفر در ایالت تامیل نادو در کشور هند واقع شده‌است.